# Tula (Llemosí)
Tula (en francès: Tulle, en occità: Tula) és un municipi francès situat al departament de la Corresa i a la regió de la Nova Aquitània. L'any 2007 tenia 15.647 habitants. És capital del departament i de la comarca occitana del Baix Llemosí. És situada a la riba del riu Corresa.

## Evolució demogràfica
| Evolució de la població |       |       |       |       |       |       |        |        |
| 1793                    | 1800  | 1806  | 1821  | 1831  | 1836  | 1841  | 1846   | 1851   |
| 9 662                   | 9 362 | 9 153 | 8 097 | 8 689 | 9 700 | 9 669 | 10 769 | 11 895 |

| 1856   | 1861   | 1866   | 1872   | 1876   | 1881   | 1886   | 1891   | 1896   |
| ------ | ------ | ------ | ------ | ------ | ------ | ------ | ------ | ------ |
| 11 653 | 12 410 | 12 606 | 13 680 | 15 342 | 16 196 | 16 277 | 18 964 | 17 374 |

| 1901   | 1906   | 1911   | 1921   | 1926   | 1931   | 1936   | 1946   | 1954   |
| ------ | ------ | ------ | ------ | ------ | ------ | ------ | ------ | ------ |
| 17 412 | 17 245 | 15 942 | 13 732 | 14 349 | 15 021 | 15 617 | 18 202 | 19 372 |

| 1962   | 1968   | 1975   | 1982   | 1990   | 1999   | 2006 | 2011 | 2016 |
| ------ | ------ | ------ | ------ | ------ | ------ | ---- | ---- | ---- |
| 19 084 | 20 016 | 20 100 | 18 880 | 17 164 | 15 496 | -    | -    | -    |

| 2019 | - | - | - | - | - | - | - | - |
| ---- | - | - | - | - | - | - | - | - |
| -    | - | - | - | - | - | - | - | - |

## Administració
Alcaldes de Tula :
- 1944-1947: Jules Lafue
- 1947-1949: Clément Chausson
- 1949-1959: Jean Massoulier
- 1959-1971: Jean Montalat
- 1971-1977: Georges Mouly (RPR)
- 1977-1995: Jean Combasteil (PCF)
- 1995-2001: Raymond-Max Aubert (RPR)
- 2001-2008: François Hollande (PS)
- 2008- : Bernard Combes (PS)

## Economia
Tradicionalment ha estat coneguda per la fabricació d'armes i d'instruments musicals, i més recentment, la indústria elèctrica, tèxtil i alimentària. És seu episcopal, i entre els monuments medievals que conserva es destaca la catedral (ss XII-XIV).

## Personatges il·lustres
- Étienne Baluze (1630-1718), historiador
- Josèp Ros, escriptor en occità i felibre.
- Loisa Paulin, escriptora en occità.
- Robert Nivelle, militar.
- Eric Rohmer, cineasta

## Agermanaments
- Bury
- Errenteria
- Lousada
- Schorndorf
- Smolensk
- Dueville